# 요코야마 아키유키
요코야마 아키유키(일본어: 横山 暁之, 1997년 3월 26일~)는 일본의 축구 선수이다.

## 구단 경력
그는 2020년 J3리그의 후지에다 MYFC에 입단했다. 2022년 J3리그 준우승으로 J2리그로 승격했다. 2023년까지 77경기에 출전하여, 21득점을 넣었다. 2024년 제프 유나이티드 지바로 이적했다.